# Agapema
Genre
Le genre Agapema regroupe des papillons appartenant à la famille des Saturniidae.
Tous les membres du genre Agapema connus ont, à l'âge adulte, des mœurs nocturnes, sont univoltins et vivent entre le sud-ouest des États-Unis et le centre du Mexique, c'est-à-dire en climat plutôt aride. 